# Centre national de création d'Orléans
Pour les articles homonymes, voir Cado.
Le Centre national de création d'Orléans-Loiret ou CADO est un centre d'art dramatique français, fondé en 1988 à Orléans et dans le département du Loiret. Il est subventionné par la ville d'Orléans et le Département du Loiret.

## Locaux et programmation
Le Centre national de création d'Orléans-Loiret est abrité par le théâtre d'Orléans. Il cohabite avec le Centre dramatique national, la Scène nationale et le Centre chorégraphique national d'Orléans. Le bâtiment permet d'accueillir le public dans trois salles, de 200 à 900 places.
Le CADO est dirigé par Christophe Lidon. Le Centre compte environ 10 000 abonnés. Le CADO propose six spectacles par saison. L'action départementale mise en place depuis la création du CADO permet aux Loirétains d'accéder aux spectacles grâce à un moyen de transport gratuit (autocars).
Les spectacles créés au CADO ont été récompensés à 22 reprises lors de la cérémonie de récompenses du théâtre français de la Nuit des Molières.

## Gestion
Le centre compte quatre employés permanents. Son budget varie autour de 2 millions d'euros, dont 1 million de subventions.